# بريان جوردون
بريان جوردون (بالإنجليزية: Bryan Gordon)‏ (و. – م) هو مخرج سينمائي، وممثل، وكاتب سيناريو، وممثل تلفزيوني، من الولايات المتحدة الأمريكية.

## جوائز
حصل على جوائز منها:
- جائزة نقابة المخرجين الأمريكيين.

## وصلات خارجية
- بريان جوردون على موقع IMDb (الإنجليزية)
- بريان جوردون على موقع ألو سيني (الفرنسية)
- بريان جوردون على موقع أول موفي (الإنجليزية)
- بريان جوردون على موقع قاعدة بيانات الأفلام السويدية (السويدية)
- بريان جوردون على موقع قاعدة بيانات الفيلم (الإنجليزية)
- بريان جوردون على موقع كينوبويسك (الروسية)